# Soutok Sázavy a Želivky

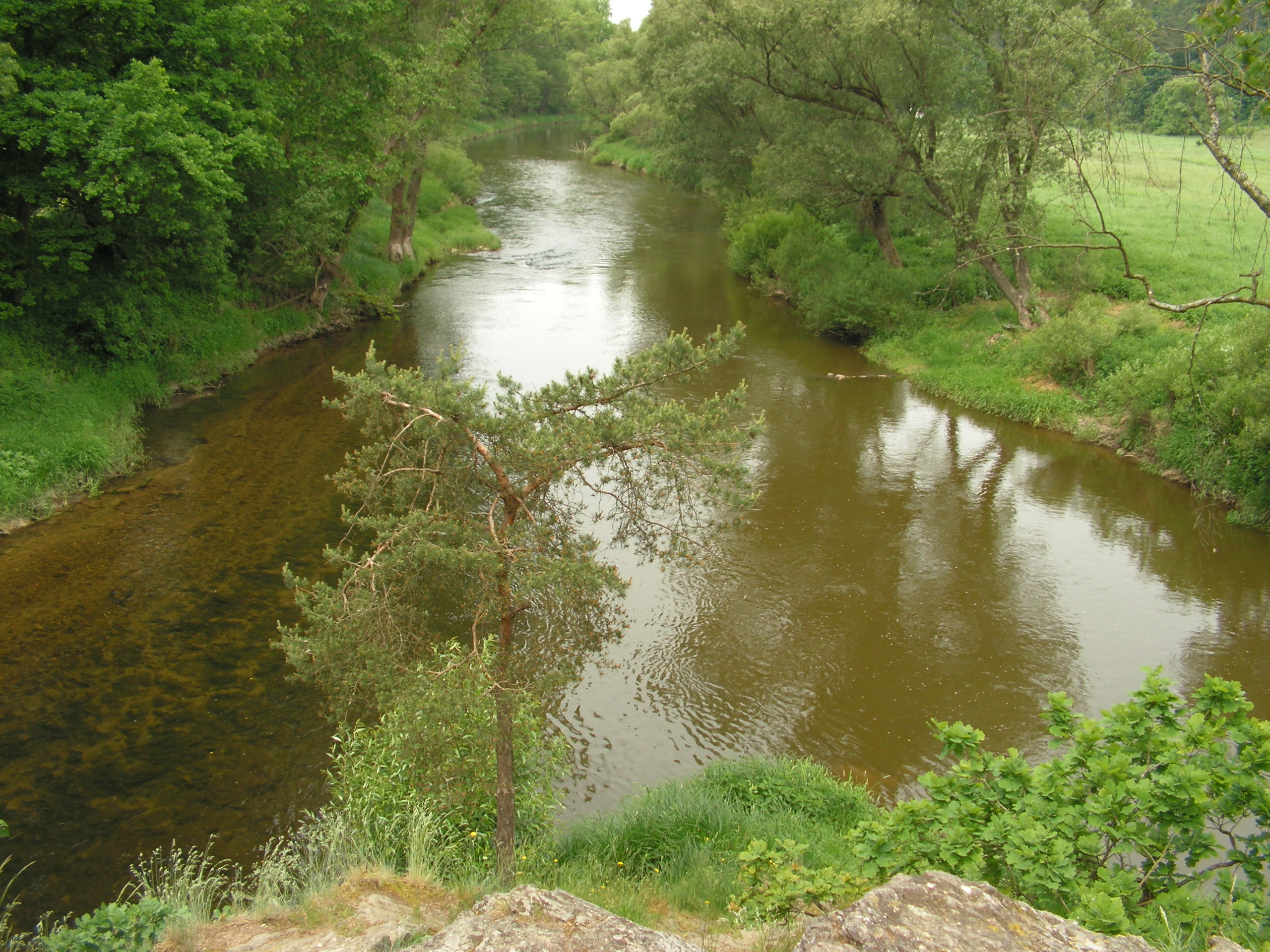
Pohled ze skály

Soutok Sázavy a Želivky se nachází ve Středočeském kraji, nedaleko Soutic v nadmořské výšce 318,1 m, zhruba 3 kilometry západně od Zruče nad Sázavou. Bývá označován jako jeden z nejhezčích a nejromantičtějších soutoků na území České republiky.

## Popis
Kalná, kromě zimních období, po většinu roku hnědožlutě zbarvená Sázava, která většinou působí mohutnějším dojmem, přitéká od východu od Zruče nad Sázavou. Průzračná Želivka přitéká od jihu od Soutic, které se nacházejí zhruba 1,5 km nad jejím ústím. Její proud nebývá výrazný, což je způsobeno odběry vody pro vodárenské účely. Nad soutokem se vypíná asi 10 metrů vysoká skála, která poskytuje na místo dobrý výhled. Je porostlá především břízami, borovicemi a duby. Od soutoku Sázava proudí na severozápad ke Kácovu.

### Přístup
Místo je poměrně dobře přístupné od Soutic, od kterých sem vede úzká asfaltová silnička a na ni zhruba ve vzdálenosti 150 m od soutoku navazující pěšina.

## Základní údaje o řekách v místě soutoku

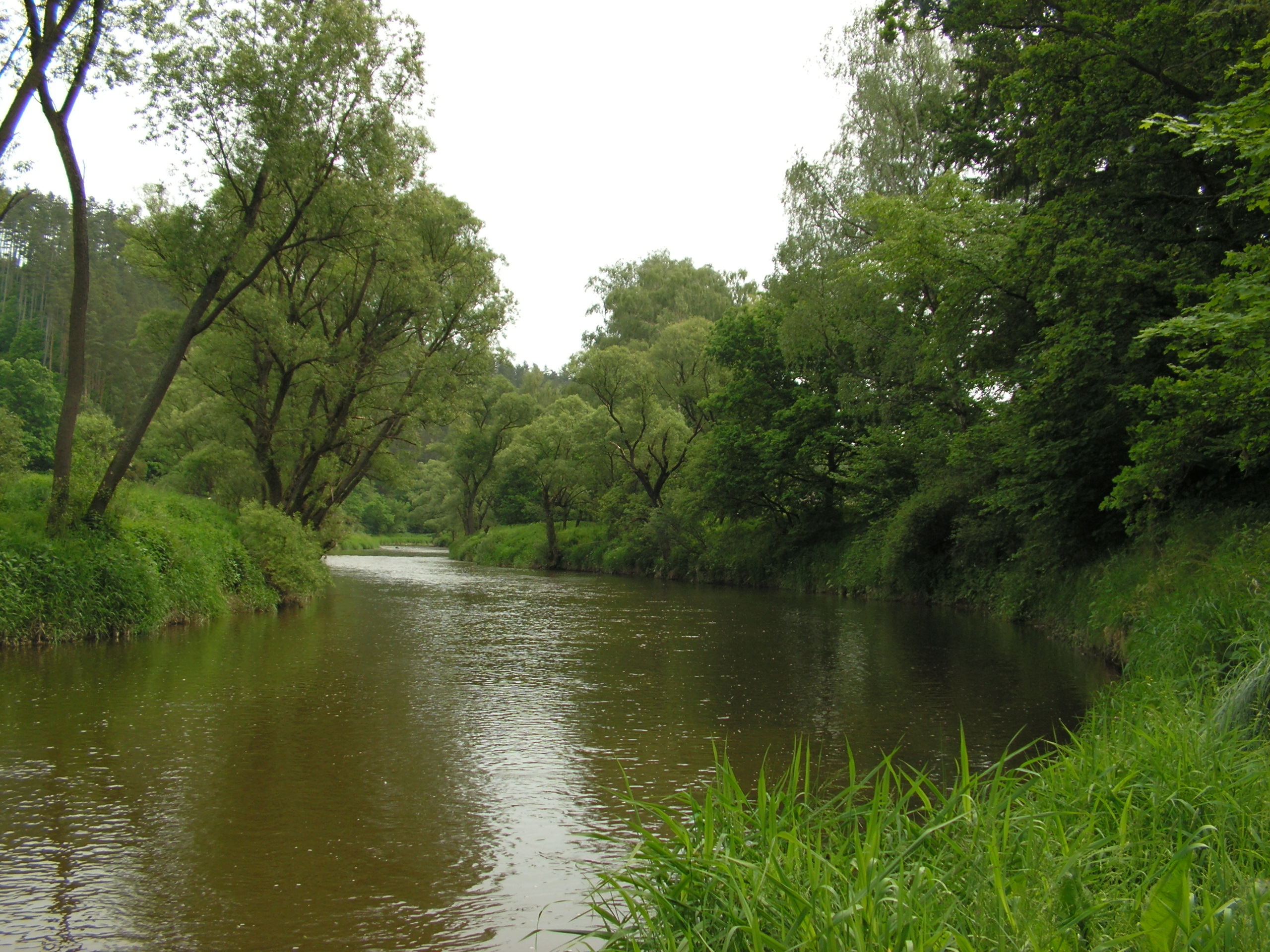
Sázava nad soutokem

### Sázava

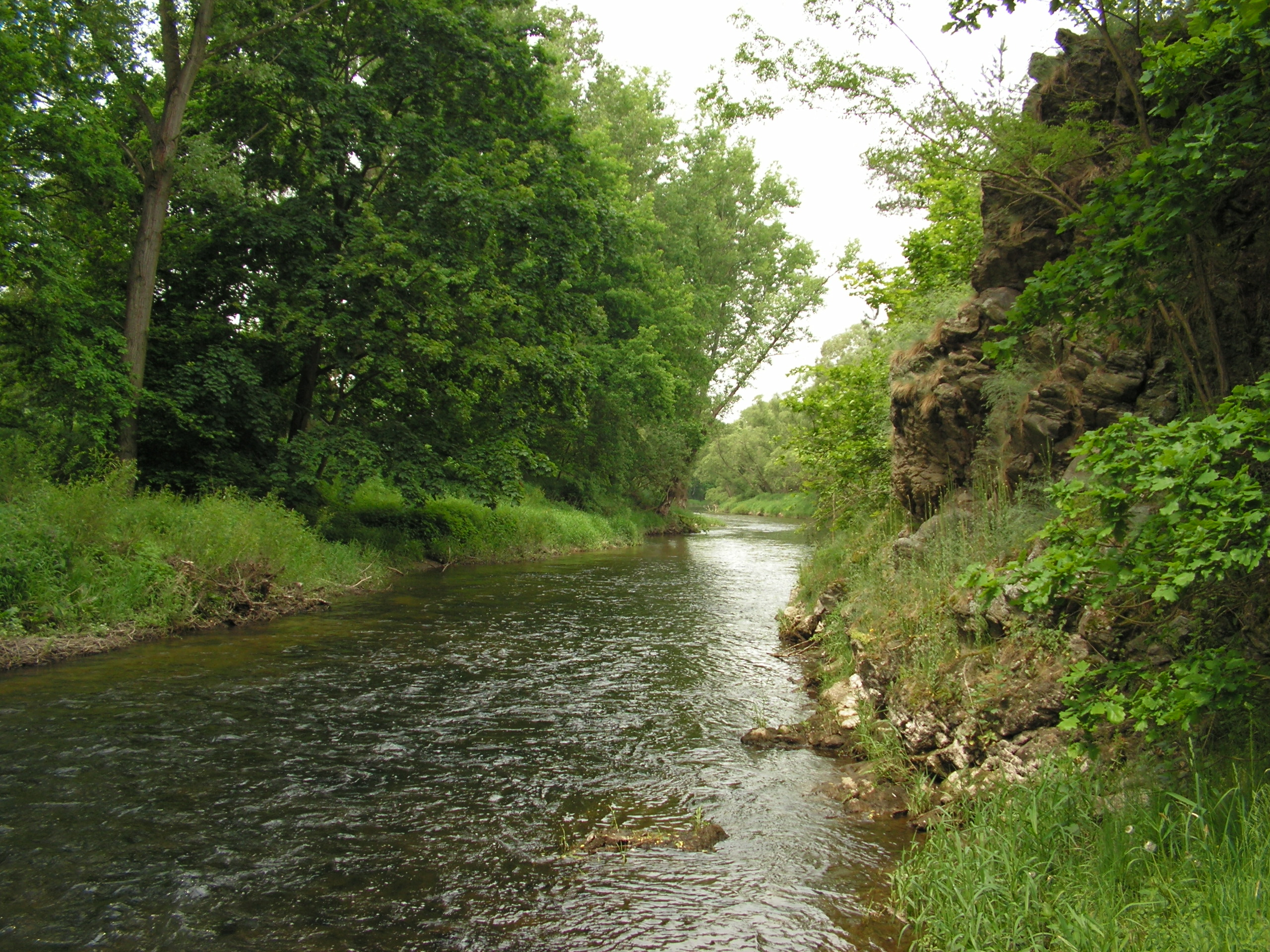
Želivka nad soutokem

- Délka toku: 125,8 km
- Plocha povodí: 1509,2 km²[1]
- Průměrný průtok: 10 m³/s
- Říční kilometr: 98,8

Průtok Sázavy je téměř přirozený, neboť na řece kromě horního toku nejsou vybudovány žádné větší vodní nádrže, které by jej mohly výrazně ovlivnit. Pouze v letních a podzimních měsících při nedostatku vody se může projevit vliv malých vodních elektráren (MVE).

### Želivka
- Délka toku: 103,9 km
- Plocha povodí: 1188,3 km²[1]
- Průměrný (neovlivněný) průtok: 7 m³/s
- Průměrný (ovlivněný) průtok v Souticích: 3,9 m³/s[2]

Průtok Želivky je silně ovlivněn hospodařením na vodním díle Želivka - Švihov, jehož hráz se nachází pouhé 4 kilometry proti proudu. Ovlivněna je též i teplota a čistota vody, která bývá i v letních měsících velmi studená.